# Vitória FC
A Vitória Futebol Clube egy portugál labdarúgócsapat.

## Bajnoki szereplések
| Portugál bajnok | – | –                         |
| Ezüstérmes      | 1 | 1971/72                   |
| Bronzérmes      | 3 | 1969/70, 1972/73, 1973/74 |
| 4. helyezett    | 2 | 1968/69, 1970/71          |
| Kupagyőztes     | 3 | 1964/65, 1966/67, 2004/05 |

## Jelenlegi játékosok
| #  |                       | Poszt | Név              |
| -- | --------------------- | ----- | ---------------- |
| 1  | Portugália            | K     | Marco Tábuas     |
| 2  | Portugália            | V     | Luís Portela     |
| 3  | Portugália            | V     | Hugo Vieira      |
| 4  | Brazil                | V     | Robson           |
| 5  | Brazil                | KP    | Binho            |
| 6  | Zöld-foki Köztársaság | KP    | Sandro           |
| 7  | Portugália            | CS    | Bruno Gama       |
| 8  | Brazil                | KP    | Elias            |
| 9  | Portugália            | CS    | Edinho           |
| 10 | Portugália            | KP    | Filipe Gonçalves |
| 11 | Portugália            | KP    | Bruno Ribeiro    |
| 13 | Brazil                | V     | Adalto           |
| 14 | Zöld-foki Köztársaság | V     | Janício          |
| 15 | Brazil                | V     | Auri             |

| #  |            | Poszt | Név              |
| -- | ---------- | ----- | ---------------- |
| 16 | Portugália | KP    | Ricardo Chaves   |
| 17 | Portugália | V     | Jorginho         |
| 18 | Brazil     | KP    | Paulinho         |
| 19 | Brazil     | CS    | Leandro          |
| 20 | Brazil     | CS    | Léo Macaé        |
| 21 |            | CS    | Moisés           |
| 25 | Szerbia    | K     | Nikola Milojević |
| 30 | Dél-Korea  | KP    | Kim Byung-suk    |
| 77 | Portugália | K     | Eduardo          |
| 99 | Brazil     | CS    | Matheus          |
|    | Brazil     | CS    | Cláudio Pitbulll |
|    | Brazil     | CS    | Léo Bonfim       |